# Pentawer

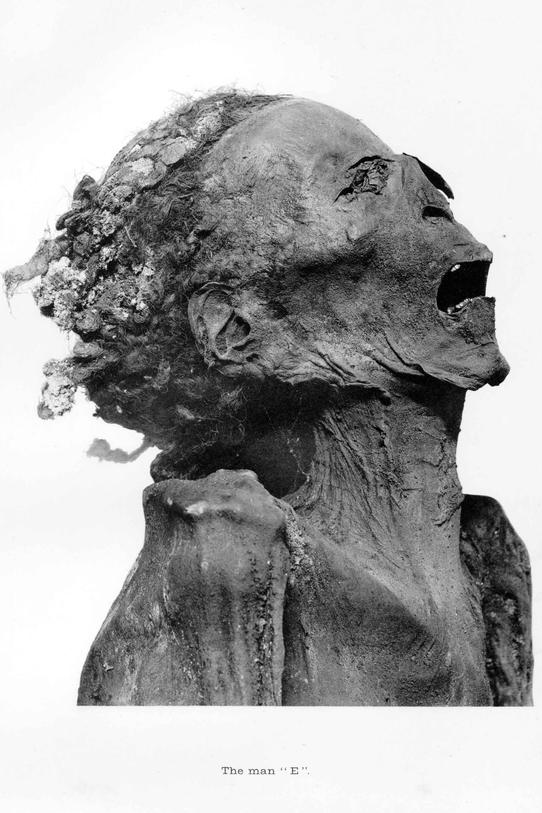
Mumie „Neznámého muže E“, možná prince Pentawera.

Pentawer byl egyptský princ 20. dynastie, syn faraona Ramesse III. a jeho vedlejší manželky Tiye. Byl zapojen do harémovového spiknutí, které mělo za účel zabít Ramesse III. a umístit Pentawera na trůn. Po vraždě Ramesse III. buď spáchal sebevraždu, nebo byl popraven. 

## Spiknutí
Tiye chtěla, aby její syn vystřídal faraona na trůně, i když zvoleným dědicem byl syn královny Iset Ta-Hemdžeret, Ramesse IV. Podle Turinského soudního papyru byl spolu s dalšími Pentawer postaven před soud za svou účast ve spiknutí. Je pravděpodobné, že byl přinucen se zabít. Papyrus na to odkazuje stručně: 
 „Soudci jej nechali na jeho místě, vzal si svůj vlastní život.“ 
 Historik Susan Redford spekuluje, že Pentawer, jako šlechtic, dostal možnost zabít se jedem, a tak byl ušetřen ponižujícího osudu některých dalších spiklenců, kteří by byli spáleni zaživa a jejichž popel byl rozházen po ulicích. Takový trest sloužil jako silný příklad, protože zdůrazňoval závažnost jejich zrady pro starověké Egypťany, kteří věřili, že člověk může dosáhnout posmrtného života pouze tehdy, když bude tělo mumifikováno a zachováno, než aby bylo spáleno ohněm. Jinými slovy, nejen že byli zločinci zabiti ve fyzickém světě, ale nedosáhli ani posmrtného života. Sebevraždou se mohl Pentawer vyhnout tvrdšímu trestu druhé smrti. To mu mohlo dovolit, aby byl mumifikován a postoupil do posmrtného života. Nedávná studie ostatků neznámého muže, který je s Pentawerem spojován, však zjistila, že byl uškrcen nebo pověšen. Pokud jsou tyto ostatky skutečně jeho, bylo by mu v době jeho smrti asi 18 let.

## Pravděpodobná mumie
V nedávné době egyptolog Bob Brier obnovil starou hypotézu, že známá mumie „Neznámého muže E“ v Dér el-Baharí (DB320) může být Pentawer. Mumie je velmi neobvyklá, protože se zdá, že byla balzamována rychle, aniž by se odstranil mozek a vnitřní orgány. Brier předpokládá, že Pentawer byl mumifikován velmi rychle a umístěn do dostupné rakve aby mu byl dán náležitý pohřeb.

Následná analýza DNA podporuje teorii, že mumie byla synem Ramesse. Podle studie oba sdílejí otcovskou Y-DNA haploskupinu E1b1a. Podle Dr. Zinka, jednoho z vědců, kteří prováděli test: 
 "Z naší genetické analýzy bychom mohli skutečně dokázat, že tito dva jsou spolu úzce příbuzní. Sdílejí stejný Y chromozóm a 50% genetického materiálu, který je typický pro vztah otce a syna.“ 